# Joan Abat
Joan Abat (* 17. Jahrhundert; † 17. Jahrhundert) war ein katalanischer geistlicher Komponist des Barock, der laut den Musikwissenschaftlern Joaquim Pena und Higini Anglès in der zweiten Hälfte des 17. Jahrhunderts wirksam war.

## Leben und Werk
Grundlegende biografische Details wie auch Einzelheiten des musikalischen Wirkens von Joan Abat sind nicht bekannt. Aus der Biblioteca de Catalunya sind folgende Werke über die Sammlung Joan Carreras i Dagas überkommen:
- eine polychorale Messe in zwölf Stimmen[3], die 1684 kopiert wurde
- das Lied für zwei Stimmen A la noche de amor („In der Nacht der Liebe“)[4], das dem allerheiligsten Sakrament geweiht ist und
- ein Villancet für neun Stimmen für das Fest Christi Himmelfahrt mit dem Titel Sube el alma („Erhebe die Seele“)[5].[1][2]